# Mario Carotenuto
Mario Carotenuto (* 29. Juni 1915 in Rom; † 14. April 1995 ebenda) war ein italienischer Schauspieler.

## Leben
Der Sohn des Stummfilmschauspielers Nello Carotenuto verbrachte seine Jugendzeit, die nicht immer problemlos war, wie sein Bruder Memmo auch in Besserungsanstalten. Sein Bühnendebüt hatte er bereits im Alter von 8 Jahren am Teatro Costanzi, begann seine eigene Karriere jedoch erst nach verschiedenen Broterwerbs-Beschäftigungen, u. a. als Fleischverkäufer. In den 1940er Jahren wurde er als Radioschauspieler engagiert und gründete 1953 eine eigene Schauspieltruppe.
Ab 1951 war Carotenuto – nach zwei Statistenrollen – auch in fast einhundertsiebzig Filmen zu sehen, die meisten davon Komödien, in denen er oft den Typus des überheblichen Industriellen und eingebildeten Großstädters übernahm. Fast seine ganze Karriere verbrachte er in B-Filmen. Für seine Darstellung in Teuflisches Spiel erhielt er 1972 den Nastro d’Argento.
Nach seinem Krebstod wurde Carotenuto in der Familiengruft beigesetzt.

## Filmografie (Auswahl)
- 1951: I due sergenti
- 1953: Der Skandal (La spiaggia)
- 1954: Liebe, Frauen und Soldaten (Destinées)
- 1955: Ein Held unserer Tage (Un eroe dei nostri tempi)
- 1955: Liebe, Brot und 1000 Küsse (Pane, amore e…)
- 1956: Ich laß mich nicht verführen (Poveri ma belli)
- 1956: Die schönsten Tage des Lebens (I giorni più belli)
- 1957: Susanna süß wie Sahne (Susanna tutta panna)
- 1958: Dieb hin, Dieb her (Ladro lui, ladra lei)
- 1958: Nachtwächter, Dieb und Dienstmädchen (Guardia, ladro e cameriera)
- 1958: Sei helle, bleib Junggeselle (Gli zitelloni)
- 1959: Die halbstarken Eltern (Genitori in blue jeans)
- 1959: Terror in Oklahoma (Il terrore dell'Oklahoma)
- 1959: Überraschungen in der Liebe (Le sorprese dell'amore)
- 1960: Un dollaro di fifa
- 1960: Die Freuden der Junggesellen (I piaceri dello scapolo)
- 1960: Der Meistergauner (Il mattatore)
- 1961: Ehemänner in Gefahr (Mariti in pericolo)
- 1961: Ferien in der Silberbay (Vacanze alla baia d'argento)
- 1961: Die Nächste bitte! (Il mantenuto)
- 1962: Mein Freund Benito (Il mio amico Benito)
- 1962: Die prächtigen Sieben (Le magnifiche sette)
- 1962: Tempo di Roma (Tempo di Roma)
- 1963: Scandali Nudi (Scandali nudi)
- 1967: Ehe in Rom (Il padre di famiglia)
- 1969: Die Degenerierten (Satyricon)
- 1969: So reisen und so lieben wir (If It's Tuesday, This Must Be Belgium)
- 1972: Teuflisches Spiel (Lo scopone scientifico)
- 1974: Die gnadenlose Jagd (Squadra volante)
- 1975: Flotte Teens und heiße Jeans (La liceale)
- 1976: Die frechen Teens drehen ein neues Ding (Classe mista)
- 1976: Hilfe, sie liebt mich (L'altra metà del cielo)
- 1976: Horse Fever (Febbre da cavallo)
- 1976: Die Knallköpfe der 6. Kompanie (La dottoressa del distretto militare)
- 1976: Politess im Sitten-Stress (La poliziotta fa carriera)
- 1977: Mit der Pille um so toller (Il ginecologo della mutua)
- 1979: Flotte Teens und Sex nach Noten (L’insegnante balla… con tutta la classe)
- 1979: Ein nacktes Mädchen weiß zuviel (La vedova del trullo)
- 1995: Romanzo di un giovane povero